# Stephaun Adams
Stephaun Adams (Saint Croix, 20 novembre 1996 – St. Cloud, 5 marzo 2020) è stato un cestista americo-verginiano.
Morì in un incidente stradale, investito da un'auto mentre attraversava sulle strisce.

## Carriera
Con le Isole Vergini Americane ha disputato i Campionati americani del 2017.